# كولي ملتحي

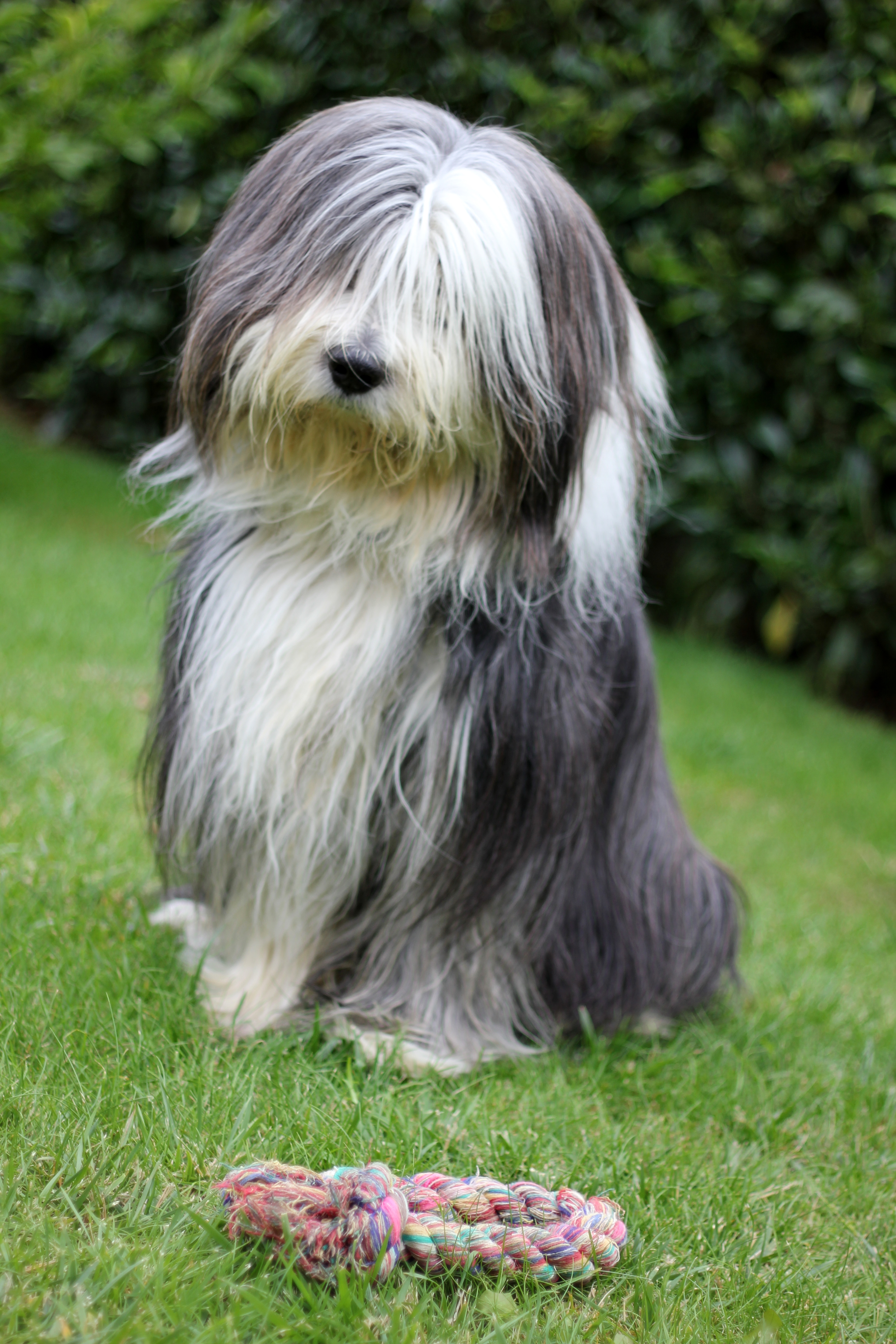
الكولي الملتحي أمامه حبل لعبة

الكُوليّ الملحتي أو كلب الكولي ذو اللحية هو سلالة من الكلاب تستخدم في الرعي في السابق من قبل الرعاة الإسكتلنديين  ولكنه الآن في الغالب رفيق عائلي مشهور. يبلغ متوسط وزن الكولي الملتحي 18–27 كيلوغرام (40–60 رطل). يبلغ طول الذكر نحو 51–56 سنتيمتر (20–22 بوصة) عند الكتفين بينما يبلغ طول الإناث نحو 51–53 سنتيمتر (20–21 بوصة).

## انظر أيضًا

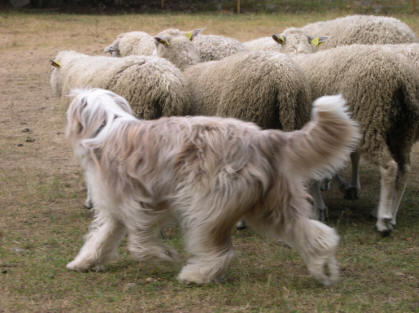
الكولي الملتحي يرعى الغنم